# جورج بييل (شخصية أعمال)
جورج بييل (بالإنجليزية: George Beall)‏ هو شخصية أعمال أمريكي، ولد في 26 فبراير 1729 في مقاطعة برينس جورج في الولايات المتحدة، وتوفي في 15 أكتوبر 1807 في جورجتاون في الولايات المتحدة.